# Casa Planells

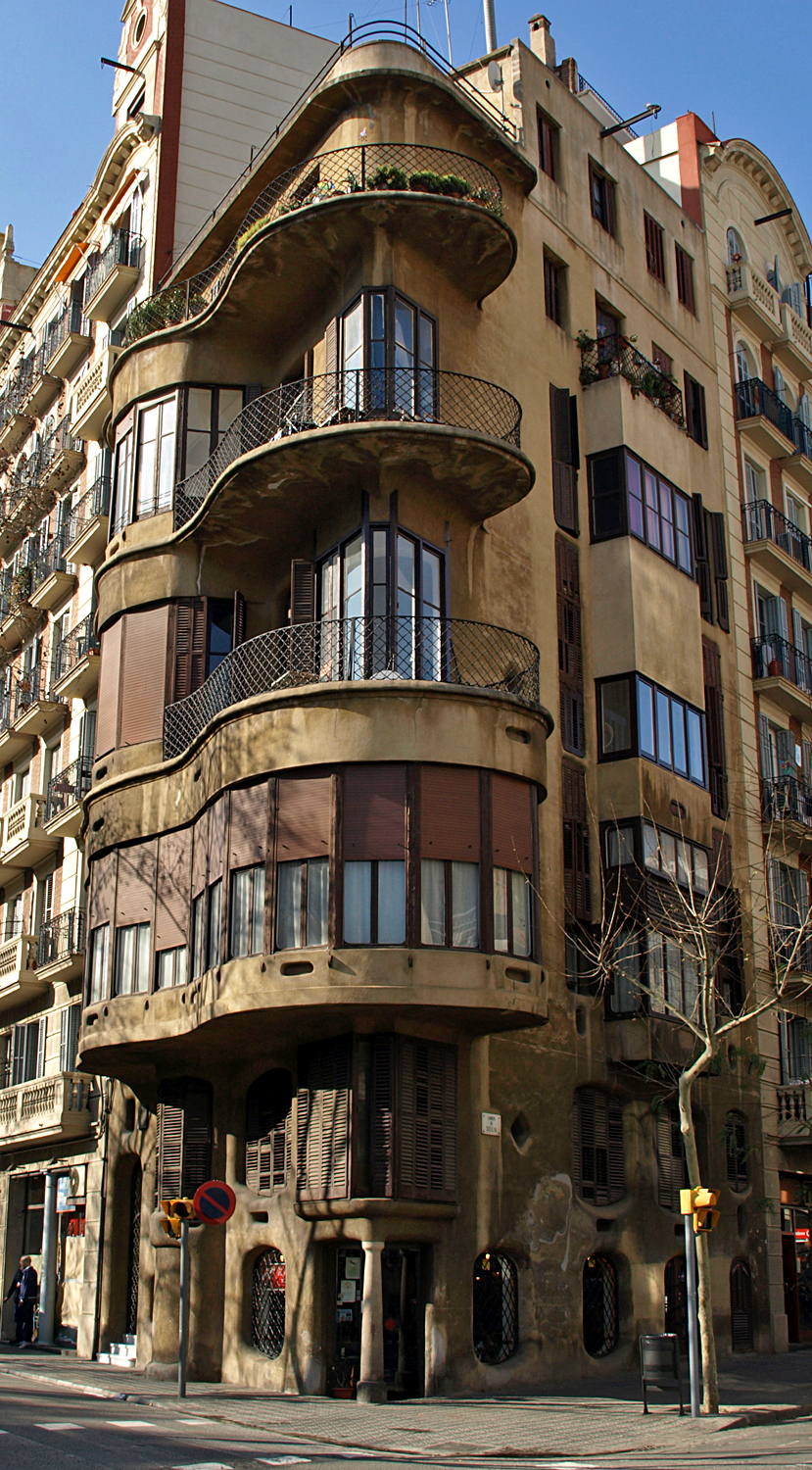
Casa Planells.

La casa Planells es un edificio de viviendas que se encuentra situado en el número 332 de la avenida Diagonal en Barcelona.
Proyectada por el arquitecto Josep Maria Jujol en el año 1924 por encargo del contratista Evelí Planells, con el que ya había tenido relación en la construcción de otros edificios. Aunque está enclavada dentro del modernismo catalán, no deja de ser un anacronismo ya que el arquitecto Jujol, según Lluís Permanyer iba «por libre y cuesta situarlo».
El edificio hace esquina entre la avenida Diagonal y la calle Sicilia y en un solar muy pequeño, el arquitecto consiguió una buena resolución a base de las curvas y sin grandes alardes decorativos en la fachada. En el interior destaca el diseño de la escalera y su barandilla de hierro forjado.
Algunos autores como Solá-Morales y Carlos Flores, lo relacionan con el movimiento expresionista alemán, por ejemplo con Erich Mendelsohn.